# Тихомиров, Степан Михайлович
Степан Михайлович Тихомиров (27 апреля 1915, Иваньково, Ярославская губерния — 14 ноября 1987, Останково, Ярославская область) — командир пулемётного расчёта 61-го гвардейского орденов Суворова и Александра Невского кавалерийского полка, гвардии сержант. Герой Советского Союза.

## Биография
Родился 27 апреля 1915 года в деревне Иваньково ныне Любимского района Ярославской области. Окончил 4 класса. Работал в колхозе.
В марте 1937 года был призван в Красную Армию. Участник советско-финской войны 1939—1940 годов. В одном из боёв получил тяжёлое ранение и был освобождён от службы. После длительного лечения вернулся в свой колхоз.
С началом Великой Отечественной войны добровольцем вступил в армию. Причём со второго раза, в начале не пропустила медкомиссия всё по тому же ранению. Был направлен в кавалерию и с декабря 1941 года участвовал в боях в составе корпуса генерала Доватора, в знаменитых рейдах по тылам врага, в дерзких ночных атаках в Подмосковье. Сражался за освобождение Смоленщины, Белоруссии, Польши и её столицы — Варшавы. Четыре раза был ранен, но снова и снова возвращался в строй.
В октябре 1943 года гвардии сержант Тихомиров был назначен командиром пулемётного расчёта 61-го гвардейского кавалерийского полка, и с первых дней пребывания в полку показал себя дисциплинированным, смелым и решительным командиром. Особо отличился в январе-феврале 1945 года в боях за освобождение Польши и на территории Германии.
В январе 1945 года, при взятии города Быдгощь, гвардии сержант Тихомиров, продвинувшись вперёд, занял огневую позицию на фланге боевых порядков противников и с открытых позиций открыл шквальный пулемётный огонь по врагу. Свыше 100 противников он уничтожил, а остальных обратил в бегство. Это позволило эскадрону захватить железнодорожную станцию и развить преследование врага.
Особенно отличился Тихомиров в боях за взятие города Кроне. Ночью сержант проник в расположение врага и стал расстреливать противников из станкового пулемёта. Создалось впечатление, что гарнизон попал в полное окружение. Фашисты бежали с поля боя. В этом бою пулемётчик был ранен, но продолжал сражаться до тех пор, пока эскадрон не занял населённый пункт.
После госпиталя снова прибыл в часть. Вскоре он участвовал в освобождении города Шторков. В этом бою пулемётчик истребил до 100 вражеских солдат и офицеров, уничтожил три огневые точки врага.
В бою за город Штаргард Тихомиров с группой разведчиков ночью проник в город с задачей разведать огневые точки врага, уничтожить их и «прорубить» коридор для штурма города. Всего во время этой операции Тихомиров уничтожил 2 вражеских танка, несколько огневых точек, истребил около взвода пехоты врага.
В 1945 году вступил в ВКП(б)/КПСС. Вскоре после Победы был демобилизован.
Указом Президиума Верховного Совета СССР от 15 мая 1946 года за образцовое выполнение заданий командования и проявленные мужество и героизм в боях с немецко-вражескими захватчиками гвардии сержанту Тихомирову Степану Михайловичу присвоено звание Героя Советского Союза с вручением ордена Ленина и медали «Золотая Звезда».
Вернулся на родину. Жил в деревне Останково Любимского района. Работал в колхозе. Первое время работал трактористом, пока не запретили доктора. Затем был бригадиром строительной бригады. Скончался 14 ноября 1987 года. Похоронен на городском кладбище города Любим, Ярославской области.

## Награды
Награждён орденами Ленина, Отечественной войны 1-й степени, Красной Звезды, медалями.

## Память
В канун 60-летия Победы улица Юбилейная в деревне Останково, на которой жил Герой, была переименована в улицу имени Героя Советского Союза Степана Михайловича Тихомирова.